# Res iudicata
Res iudicata (łac. rzecz (już) osądzona, powaga rzeczy osądzonej) – negatywny aspekt prawomocności orzeczenia polegający na niedopuszczalności ponownego rozpoznania i rozstrzygnięcia sprawy, która została już prawomocnie osądzona (ne bis in idem).

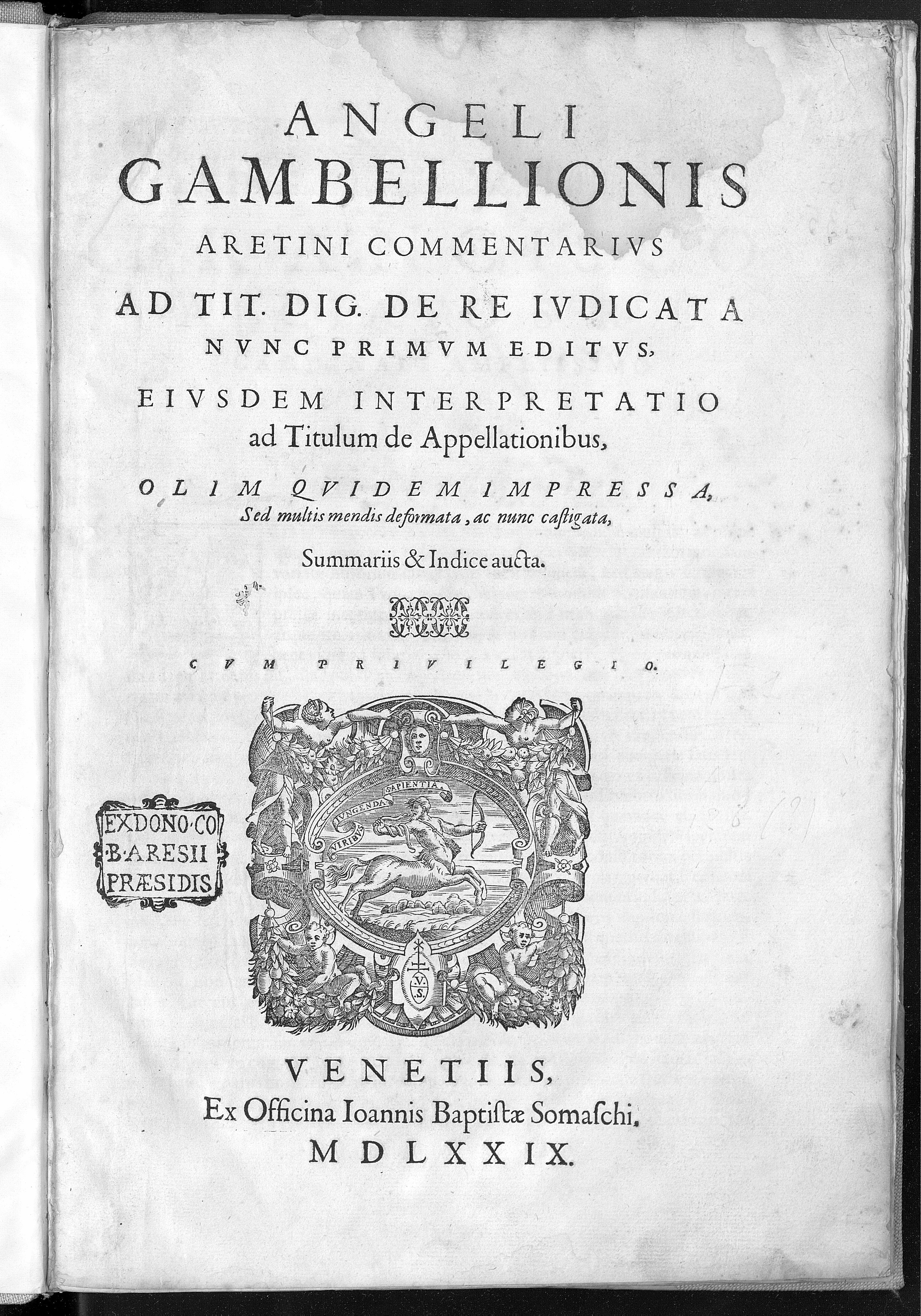
Angelo Gambiglioni, De re iudicata, 1579

Istotę „rzeczy osądzonej” w dawnej nauce określano formułą Res iudicata pro veritate habetur (lub Res iudicata pro veritate accipitur) – „sprawę osądzoną uważa się za prawdę”. Res iudicata znana była już prawu rzymskiemu w postaci exceptio rei iudicatae – zarzutu (ekscepcji) sprawy uprzednio rozstrzygniętej wyrokiem sądowym. 
Przyjęcie res iudicata (powagi rzeczy osądzonej) służy pewności prawa i unikaniu wznawiania ustawicznych sporów „o to samo” (między tymi samymi stronami o ten sam przedmiot). Kolejne pozwy w tej samej sprawie będą przez sądy odrzucane. Res iudicata chroni strony postępowania przed kolejnymi procesami i odciąża sądy od obowiązku zajmowania się sprawami wcześniej rozstrzygniętymi.

## Konsekwencje prawne w postępowaniu cywilnym
W postępowaniu cywilnym, zgodnie z art. 366 k.p.c. wyrok prawomocny ma powagę rzeczy osądzonej tylko co do tego, co w związku z podstawą sporu stanowiło przedmiot rozstrzygnięcia, a ponadto tylko między tymi samymi stronami (tzn. te same strony nie mogą ponownie procesować się z sobą o to, co między nimi zostało już prawomocnie orzeczone). Zgodnie z art. 199 k.p.c. sąd odrzuca pozew, m.in. gdy o to samo roszczenie między tymi samymi stronami sprawa jest w toku albo została już prawomocnie osądzona. Wedle art. 58 k.p.c. wyrok prawomocny zapadły w sprawie wytoczonej przez prokuratora ma powagę rzeczy osądzonej między stroną, na rzecz której prokurator wytoczył powództwo, a stroną przeciwną.

## Konsekwencje prawne w postępowaniu karnym
W zakresie postępowania karnego art. 17 § 1 pkt 7 k.p.k przewiduje odmowę wszczęcia postępowania karnego bądź umorzenie wszczętego, m.in. jeśli postępowanie w sprawie tego samego czynu tej samej osoby zostało prawomocnie zakończone albo wcześniej wszczęte toczy się. W wypadku skierowania aktu oskarżenia do sądu w sprawie, która została wcześniej wszczęta lub jest prawomocnie osądzona, konieczne jest wydanie przez prezesa sądu zarządzenia o skierowaniu sprawy na posiedzenie w trybie 339 § 3 pkt 1 k.p.k.
Wydanie przez sąd orzeczenia wbrew res iudicata skutkuje powstaniem bezwzględnej przyczyny odwoławczej w rozumieniu art. 439 § 1 pkt 8 k.p.k., co prowadzi do uchylenia orzeczenia niezależnie od zakresu zaskarżenia tego orzeczenia apelacją. Naruszenie res iudiacatae może być podstawą wniesienia kasacji, skargi na wyrok sądu odwoławczego i wznowienia postępowania sądowego.